# Stefan Babović
Stefan Babović (en serbe en écriture cyrillique : Стефан Бабовић) né le 7 janvier 1987 à Ivangrad (auj. Berane) en Yougoslavie (auj. au Monténégro) est un footballeur international serbe qui évolue au poste de milieu offensif.

## Biographie
Ce milieu de terrain gaucher, est un milieu offensif central de formation, bien qu'il ait été régulièrement aligné ailier gauche. Capitaine de la sélection serbe espoirs, il a également participé à une rencontre avec la Serbie A face au Kazakhstan le 24 novembre 2007 (lors d'un match de qualification pour l'Euro 2008).
Le 15 décembre 2007, il signe un contrat de 3 ans et demi avec le FC Nantes. Il devient la première recrue du mercato hivernal du club nantais. Il est régulièrement titularisé et joue presque tous les matchs jusqu'à la fin de la saison 2007/2008. Après une année de prêt durant l'exercice 2009-2010 au Feyenoord Rotterdam, il décide de résilier son contrat avec le FC Nantes.
Après un essai infructueux à l'Olympiakos, le 16 août 2010, il signe pour 3 ans dans son club formateur, le Partizan Belgrade.
Le 27 août 2012, il signe un contrat de 3 ans avec le Real Saragosse. En juillet 2013, il résilie son contrat. Il signe dans la foulée au FK Voždovac Belgrade.

## Palmarès

### En équipe nationale
- 4 sélections et aucun but avec l'équipe de Serbie depuis 2007.

### Avec le Partizan de Belgrade
- Vainqueur du Championnat de Serbie-et-Monténégro en 2005.
- Vainqueur du Championnat de Serbie et 2011, 2012 et 2015.
- Vainqueur de la Coupe de Serbie en 2011 et 2016.